# Maculabatis astra
Maculabatis astra is een vissensoort uit de familie van de pijlstaartroggen (Dasyatidae). De wetenschappelijke naam van de soort is voor het eerst geldig gepubliceerd in 2008 door Last, Manjaji-Matsumoto & Pogonoski.